# اندروز إنغلمان
اندروز إنغلمان هو كاتب سيناريو وممثل سويسري (وحمل سابقاً جنسية الإمبراطورية الروسية)، ولد في 23 مارس 1901 بسانت بطرسبرغ في روسيا، وتوفي في 25 فبراير 1992 ببازل في سويسرا.

## وصلات خارجية
- اندروز إنغلمان على موقع IMDb (الإنجليزية)
- اندروز إنغلمان على موقع ألو سيني (الفرنسية)
- اندروز إنغلمان على موقع قاعدة بيانات الأفلام السويدية (السويدية)
- اندروز إنغلمان على موقع قاعدة بيانات الفيلم (الإنجليزية)
- اندروز إنغلمان على موقع كينوبويسك (الروسية)